# جورنی (بازی ویدئویی)
جورنی (به انگلیسی: Journey) یک بازی ویدئویی مستقل در سبک ماجراجویی است که توسط استودیو مستقل دت‌گیم‌کامپانی توسعه یافته و به‌وسیلهٔ سونی کامپیوتر انترتینمنت در ۱۳ مارس ۲۰۱۲ از طریق شبکه پلی‌استیشن برای کنسول پلی‌استیشن ۳ منتشر شده‌است. همچنین این بازی در ۲۱ ژوئیه ۲۰۱۵ برای کنسول پلی‌استیشن ۴ در دسترس قرار گرفت. نسخهٔ سازگار شده این بازی توسط آناپورنا اینتراکتیو در ژوئن ۲۰۱۹ برای سیستم‌عامل مایکروسافت ویندوز، و اوت ۲۰۱۹ برای آی‌اواس عرضه شد.